# Пальміра (Юта)
Пальміра (англ. Palmyra) — переписна місцевість (CDP) в США, в окрузі Юта штату Юта. Населення — 443 особи (2020).

## Географія
Пальміра розташована за координатами 40°8′46″ пн. ш. 111°41′37″ зх. д. / 40.14611° пн. ш. 111.69361° зх. д. (40.146013, -111.693689).  За даними Бюро перепису населення США в 2010 році переписна місцевість мала площу 30,21 км², з яких 29,58 км² — суходіл та 0,62 км² — водойми.

## Демографія
Згідно з переписом 2010 року, у переписній місцевості мешкала 491 особа в 156 домогосподарствах у складі 135 родин. Густота населення становила 16 осіб/км².  Було 166 помешкань (5/км²).
Расовий склад населення:
| - 94,9 % — білих - 2,0 % — вихідців з тихоокеанських островів - 0,4 % — азіатів - 1,2 % — осіб інших рас |

До двох чи більше рас належало 1,4 %. Частка іспаномовних становила 2,9 % від усіх жителів.
За віковим діапазоном населення розподілялося таким чином: 28,3 % — особи молодші 18 років, 56,8 % — особи у віці 18—64 років, 14,9 % — особи у віці 65 років та старші. Медіана віку мешканця становила 36,4 року. На 100 осіб жіночої статі у переписній місцевості припадало 108,9 чоловіків;  на 100 жінок у віці від 18 років та старших — 108,3 чоловіків також старших 18 років.
Середній дохід на одне домашнє господарство  становив 100 103 долари США (медіана — 71 667), а середній дохід на одну сім'ю — 70 234 долари (медіана — 58 510). За межею бідності перебувало 4,1 % осіб, у тому числі 5,6 % дітей у віці до 18 років та 0,0 % осіб у віці 65 років та старших.
Цивільне працевлаштоване населення становило 192 особи. Основні галузі зайнятості: освіта, охорона здоров'я та соціальна допомога — 30,7 %, транспорт — 16,7 %, виробництво — 13,5 %, будівництво — 10,4 %.